# Orford (Cheshire)
Orford – dzielnica miasta Warrington, w Anglii, w Cheshire, w dystrykcie Warrington. Leży 2,6 km od centrum miasta Warrington, 31,8 km od miasta Chester i 270,3 km od Londynu. W 2011 roku dzielnica liczyła 10 618 mieszkańców.